# Theta Antliae
Désignations
Theta Antliae (θ Ant, θ Antliae) est une étoile binaire de la constellation australe de la Machine pneumatique. Le couple a une magnitude apparente combinée de 4,78 ; l'étoile la plus lumineuse a une magnitude individuelle de 5,30, alors que la secondaire est d'une magnitude de 6,18. Les mesures de la parallaxe du système indiquent qu'il se trouve à ∼ 430 a.l. (∼ 132 pc) de la Terre.
L'étoile principale, θ Antliae A, est de type spectral A8 Vm, indiquant qu'il s'agit d'une étoile blanche de la séquence principale qui présente des raies métalliques plus marquées que la normale dans son spectre. Sa compagne, θ Antliae B est une étoile géante jaune classée G7 III. La période de révolution des deux étoiles est de 18,3 années, caractérisée par une excentricité significative de 0,445 et une distance angulaire de 0,1 seconde d'arc.